# 永井唯菜
永井 唯菜（ながい ゆいな、1999年11月3日 - ）は、日本の女子バスケットボール選手である。ポジションはスモールフォワード。Wリーグの三菱電機コアラーズ所属。
父は元日本代表で現大阪桐蔭高校女子アシスタントコーチの永井雅彦。

## 来歴
大阪府出身。
大阪桐蔭高校でウィンターカップ優勝。
2018年1月、同期の竹原レイラとともに三菱電機にアーリーエントリーを経て加入。 